# Cléber Sonda
Cléber Sonda (Espumoso, 29 april 1991) is een Braziliaanse voetballer. Hij stond onder contract bij Club Brugge en werd tijdens het seizoen 2010/11 uitgeleend aan KSV Roeselare.

## Carrière
Sonda begon te voetballen bij de jeugd van Juventude. De linksachter trok in 2009 naar Club Brugge, waar hij enkel wedstrijden met de beloften speelde. Hij trainde wel mee met de A-kern, maar kreeg geen speelkansen van trainer Adrie Koster. Tijdens de zomer van 2010 werd hij uitgeleend aan tweedeklasser KSV Roeselare.
Bij het Roeselare van trainer Nico Vanderdonck kreeg de Braziliaan wel speelkansen. Hij startte regelmatig in de basis en is een vaste waarde bij de tweedeklasser. Hij werd tot het einde van het seizoen uitgeleend door Club Brugge. In 2012 keerde hij terug naar Brazilië.

## Statistieken
| Seizoen         | Club            |                 | Competitie      | Competitie | Competitie | Beker | Beker | Internationaal | Internationaal | Totaal | Totaal |
| Seizoen         | Club            | Wed.            | Competitie      | Dlp.       | Wed.       | Dlp.  | Wed.  | Dlp.           | Wed.           | Dlp.   |        |
| --------------- | --------------- | --------------- | --------------- | ---------- | ---------- | ----- | ----- | -------------- | -------------- | ------ | ------ |
| 2009/10         | Club Brugge     | Vlag van België | Eerste klasse   | 0          | 0          | 0     | 0     | 0              | 0              | 0      | 0      |
| 2010/11         | → KSV Roeselare | Vlag van België | Tweede klasse   | 24         | 1          | 3     | 0     | 0              | 0              | 27     | 1      |
| Carrière totaal | Carrière totaal | Carrière totaal | Carrière totaal | 24         | 1          | 3     | 0     | 0              | 0              | 27     | 1      |

Bijgewerkt op 29 mei 2011.